# Lijst van spelers van PEC Zwolle (mannen)
Dit is een lijst van voetballers die minimaal één officiële wedstrijd hebben gespeeld in het eerste elftal van de Nederlandse betaaldvoetbalclub PEC Zwolle, PEC, PEC Zwolle '82 of FC Zwolle.

## A
- Berend Admiraal (–, 1924–1926, –W, –D)
- Eef Admiraal (V, 1921–1936, –W, –D)
- Joop Albrecht (A, 1927–1928, –W, –D)
- John Abma (A, 1958–1968, 131W, 13D)
- Thijs Aarten (D, 1980–1981, 2W, 0D)
- Edwin van Ankeren (A, 1985–1989, 91W, 22D)
- Gert Abma (D, 1986–1991, 144W, 0D)
- Bernard Aryee (M, 1995–1996, 14W, 0D)
- Martijn Abbenhues (A, 1998–2001, 58W, 12D)
- Murat Acikgoz (M, 2004–2005, 2W, 0D)
- Mauro Almeida (V, 2004–2006, 74W, 8D)
- Marcel Akerboom (V, 2006–2007, 32W, 1D)
- Sjoerd Ars (A, 2010–2011, 33W, 28D)
- Gerard Aafjes (V, 2011–2013, 25W, 0D)
- Rochdi Achenteh (V, 2011–2014, 83W, 2D)
- Denni Avdić (A, 2012–2013, 23W, 8D)
- Anass Achahbar (A, 2016–2019, 20W, 1D)
- Luka Adžić (A, 2021–2022, 19W, 1D)
- Djavan Anderson (V, 2021–2022, 13W, 0D)
- Norair Aslanyan (A, 2011-2013, 24W, 5D)
- Hicham Acheffay (A, 2022–2023, 5W, 0D)
- Olivier Aertssen

## B
- J. de Bruijn (–, 19??–19??, –W, –D)
- Jos de Bont (D, 1927–1937, –W, –D)
- W. Burgers (–, 19??–19??, –W, –D)
- Herman Brandt (M, 19??–19??, –W, –D)
- Tonnie Bremmer (–, 19??–19??, –W, –D)
- Eddy Brandes (–, 19??–19??, –W, –D)
- Blom (–, 1910–1911, –W, –D)
- Henk Bongers (–, 1926–1927, –W, –D)
- Joop van de Bos (–, 1918–1919, –W, –D)
- Wolle van de Bosch (–, 1920–1922, –W, –D)
- Jaap van Buren (–, 1918–1925, –W, –D)
- Coen van Brummen (A, 1929–1932, –W, –D)
- Philip de Bruijn (A, 1925–1933, –W, –D)
- Wim de Bruijn (M, 1925–1933, –W, –D)
- Lourents van der Bend  (M, 1924–1937, –W, –D)
- Frits Bimolt (V, 1942–1943, –W, –D)
- Gerard Brouwer (M, 1956–1957, –W, 4D)
- Henk Bos (–, 1958–1964, –W, –D)
- Frits Bosma (–, 1962–1963, –W, 0D)
- Bennie Bartelink (A, 1964–1965, –W, 0D)
- Jan Brouwer (–, 1965–19??, –W, –D)
- Henk Buursink (D, 1965–1967, –W, 0D)
- Henk ten Brink (A, 1966–1967, –W, 0D)
- Gerrit Brugmans (V, 1965–1969, –W, 3D)
- Jan Bulteel (M, 1968–1969, –W, 0D)
- Arno van den Bosch (M, 1968–1975, 108W, 3D)
- Gerrit Borghuis (V, 1969–1970, –W, 0D)
- Rinus Bosman (V, 1972–1974, 12W, 0D)
- Milutin Bajac (V, 1974–1977, 28W, 0D)
- Yuri Banhoffer (A, 1975–1979, 106W, 29D)
- Hans Boender (V, 1975–19??, –W, –D)
- Alex Booy (M, 1979–1992, 197W, 14D)
- Gert van den Brink (A, 1982–1984, 6W, 0D)
- Jan de Boer (D, 1980–1984, 1W, 0D)
- Wilco van Buuren (V, 1984–1988, 52W, 10D)
- Foeke Booy (A, 1985–1987, 67W, 37D)
- Harry Buisman (A, 1987–1995, 43W, 7D)
- Frank Berghuis (A, 1988–1989, 15W, 3D)
- Henk Buimer (A, 1991–1994, 69W, 17D)
- Remco Boere (A, 1992–1996, 90W, 35D)
- Josja Bolks (A, 1994–1995, 4W, 0D)
- Gregg Berhalter (V, 1994–1996, 37W, 2D)
- Johan van den Berg (M, 1995–1996, 16W, 1D)
- Jan Bruin (A, 1995–1998, 89W, 38D)
- Gerald van den Belt (A, 1995–2001, 138W, 24D)
- Claus Boekweg (V, 1995–2001, 210W, 24D)
- Marcel Boudesteyn (V, 1996–2003, 75W, 3D)
- Arjan Bosschaart (A, 1996–2004, 201W, 42D)
- Kåre Becker (M, 2001–2002, 18W, 1D)
- Peter Blom (A, 2001–2003, 6W, 0D)
- Diederik Boer (D, 2001–2019, 382W, 0D)
- Jhon van Beukering (A, 2002–2003, 6W, 2D)
- Ruud Berger (M, 2004–2006, 38W, 17D)
- Ronald Breinburg (V, 2004–2006, 43W, 0D)
- Harvey Bischop (V, 2004–2007, 59W, 0D)
- Bas Bloemen (M, 2006–2007, 1W, 0D)
- Romano Bijl (V, 2006–2008, 20W, 0D)
- Eric Botteghin (V, 2006–2011, 140W, 12D)
- Juscemar Borilli (M, 2007–2008, 4W, 1D)
- Marcel de Bruijn (A, 2007–2008, 14W, 0D)
- Derk Boerrigter (A, 2007–2009, 63W, 11D)
- Hugo Bargas (A, 2008–2009, 16W, 4D)
- Brandon Bonifacio (M, 2008–2009, 3W, 1D)
- Gergö Beliczky (A, 2009–2010, 15W, 2D)
- Jeffrey van den Berg (A, 2009–2010, 6W, 0D)
- Said Bakkati (V, 2009–2012, 70W, 0D)
- Joey van den Berg (V, 2010–2013, 73W, 15D)
- Alexander Bannink (M, 2011–2012, 18W, 3D)
- Fred Benson (A, 2012–2014, 62W, 15D)
- Joost Broerse (V, 2012–2015, 80W, 5D)
- Aleksandar Bjelica (V, 2014–2015, 3W, -D)
- Eli Babalj (A, 2014–2015, 4W, 0D)
- Sheraldo Becker (A, 2014–2016, 38W, 5D)
- Wout Brama (M, 2014–2016, 70W, 4D)
- Samet Bulut (A, 2015–2016, 1W, 0D)
- Max de Boom (A, 2014–2016, 2W, 0D)
- Kevin Begois (D, 2012–2017, 33W, 0D)
- Mark Bruintjes (V, 2015–2018, 2W, 0D)
- Ouasim Bouy (V, 2015–2019, 61W, 4D)
- Nicolai Brock-Madsen (A, 2016–2017, 27W, 10D)
- Erik Bakker (M, 2007–2018, 160W, 13D)
- Rogier Benschop (A, 2017–2019, 2W, 0D)
- Sepp van den Berg (V, 2017–2019, 23W, 0D)
- Iliass Bel Hassani (M, 2019–2020, 15W, 5D)
- Thomas Bruns (M, 2019–2020, 8W, 1D)
- Benson Manuel Hedilazio (A, 2020–2021, 13W, 0D)
- Destan Bajselmani (V, 2019–2022, 9W, 0D)
- Thomas van den Belt (M, 2019–2023, 78W, 9D)
- Rav van den Berg (V, 2020–2023, 32W, 0D)
- Thomas Beelen (V, 2021–2023, 33W, 1D)
- Melayro Bogarde (V, 2022–2023, 12W, 0D)
- Divaio Bobson (A, 2023–2024, 3W, 0D)
- Zico Buurmeester (M, 2023–2024, 18W, 0D)
- Davy van den Berg (M, 2022–2025, 99W, 12D)
- Thomas Buitink

## C
- Wil Conrad (D, 1964–1965, –W, 0D)
- Benny Carelsz (M, 1966–1969, –W, 25D)
- Leonel Conde (D, 1970–1971, –W, 0D)
- Joop Cuntz (–, 1974–1975 –W, –D)
- Jerry Cooke (A, 1987–1989, 57W, 6D)
- Ivan Tsvetkov (A, 2002–2004, 41W, 1D)
- Wilson Cruz da Silveira (A, 2006–2007, 16W, 3D)
- Christiaan Cicek (A, 2011–2013, 6W, 2D)
- Vito van Crooij (A, 2018–2020, 50W, 10D)
- Pelle Clement (M, 2018–2022, 87W, 5D)
- Daijiro Chirino (V, 2020–2023, 30W, 1D)
- Gabi Caschili (M, 2021–2023, 17W, 1D)
- Lennart Czyborra (V, 2023–2024, 6W, 0D)

## D
- Jan van Dam (–, 19??–19??, –W, –D)
- Jan Doorneweert (A, 19??–19??, –W, –D)
- Frits Drost (–, 19??–19??, –W, –D)
- Jan Drost 1 (–, 19??–19??, –W, –D)
- Jan Drost 2 (–, 19??–19??, –W, –D)
- Hendrik Jan Duim (–, 1925–1926, –W, –D)
- Bas Doorneweert (–, 1931–1934, –W, –D)
- Jan Dekker (–, 1943–1944, –W, –D)
- Johan Drost (–, 1943–1944, –W, –D)
- Drenthe (–, 1949–1950, –W, –D)
- Gerrit Disselhof (A, 1955–1960, –W, 10D)
- Dolf Degenaar (M, 1957–1959, –W, 7D)
- Harm van Dalfzen (A, 1959–1961, –W, 11D)
- Folly van Dam (M, 1967–1971, –W, 1D)
- Menno Dekker (A, 1967–1969, –W, 4D)
- Gerrit Dekker (M, 1968–1971, –W, 0D)
- Zlatko Dračić (A, 1969–1970, –W, 10D)
- Piet Dielissen (V, 1969–1970, –W, 1D)
- Klaas Drost (V, 1970–1986, 144W, 7D)
- John Delamere (A, 1981–1982, 14W, 3D)
- Herman Dijkstra (A, 1982–1983, –W, –D)
- Aziz Doufikar (M, 1984–1987, 86W, 24D)
- Edwin Duim (M, 1984–1994, 210W, 20D)
- Jan van Dommelen (M, 1991–1992, 9W, 0D)
- Erik Doornbos (M, 1991–1992, 12W, 0D)
- Johan van Dijk (M, 1994–1995, 5W, 0D)
- Dirk Jan Derksen (A, 1998–2000, 67W, 32D)
- John den Dunnen (V, 2000–2002, 50W, 9D)
- Michel Doesburg (V, 2001–2003, 36W, 1D)
- Ivar van Dinteren (M, 2003–2006, 86W, 15D)
- Mike Derlagen (V, 2007–2008, 20W, 0D)
- Jeroen Drost (V, 2010–2011, 12W, 0D)
- Rick Dekker (M, 2014–2020, 102W, 2D)
- Jesper Drost (M, 2010–2021, 146W, 21D)
- Mike van Duinen (A, 2018–2021, 73W, 14D)
- Marc Olivier Doué (V, 2019–2021, 8W, 0D)
- Oussama Darfalou (A, 2021–2022, 11W, 2D)
- Ferdy Druijf (A, 2023–2024, 15W, 5D)

## E
- Herman Eijsselstein (–, 1925–1926, –W, –D)
- Zweers Evers (A, 1928–1929, –W, –D)
- Theo Eikenaar (–, 1934–1936, –W, 11D)
- Dick van Ekeren (A, 1958–1967, –W, 5D)
- Bertus van Effrink (V, 1971–1973, –W, 3D)
- Jos van Eck (V, 1989–1991, 52W, 7D)
- Moaad El Aakel (A, 2004–2005, 5W, 0D)
- Dion Esajas (A, 2004–2006, 58W, 13D)
- Mimoun Eloisghiri (A, 2012–2014, 3W, 0D)
- Abdel Malek El Hasnaoui (M, 2015–2016, 16W, 0D)
- Kingsley Ehizibue (V, 2014–2019, 135W, 9D)
- Tarik Evre (V, 2015–2017, 1W, 0D)
- Stanley Elbers (A, 2018–2020, 26W, 1D)
- Anouar El Azzouzi (M, 2023–2025, 56W, 1D)

## F
- Jan Fiechter (A, 1967–1969, –W, 5D)
- Pepe Fernandez (A, 1970–1972, –W, 21D)
- John Frandsen (M, 1977–1981, 60W, 4D)
- Grads Fühler (V, 1980–1983, 54W, 0D)
- Pascal Frederiks (V, 1992–1994, 6W, 1D)
- João Santos Flores (M, 2004–2006, 2W, 0D)
- Raymond Fafiani (A, 2005–2006, 22W, 2D)
- Guyon Fernandez (A, 2013–2014, 24W, 10D)
- Youssef Fennich (M, 2013–2014, 1W, 0D)
- Dimitrios Ferfelis (A, 2014–2015, 5W, 0D)
- Nicolás Freire (V, 2017–2018, 21W, 1D)
- Zian Flemming (M, 2018–2020, 32W, 6D)
- Leandro Fernandes (M, 2021–2022, 4W, 1D)
- Anthony Fontana (M, 2023–2025, 14W, 0D)
- Nick Fichtinger
- Sherel Floranus

## G
- Van Ginneken (A, 19??–19??, –W, –D)
- De Groot (–, 1910–1919, –W, –D)
- Barend de Groot (V, 1924–1931, –W, –D)
- Arie Giethoorn (–, 1929–1937, –W, –D)
- Jan van der Gronde (–, 1929–1930, –W, –D)
- Gerrit Gerritsen (–, 1939–1940, –W, –D)
- Wim Gerritsen (A, 1942–1959, –W, –D)
- Thijs van der Graaf (–, 1955–1956, –W, –D)
- Hennie Goudbeek (–, 1958–1959, –W, –D)
- Anton Goedhart (V, 1965–1966, –W, 2D)
- Hennie Goudbeek (V, 1967–19??, –W, –D)
- Wim van der Gaag (A, 1967–1968, –W, 2D)
- Wolfgang Glock (M, 1968–1969, –W, 6D)
- Anton Goenee (M, 1969–1970, –W, 0D)
- Vojo Gardašević (V, 1969–1971, –W, 7D)
- Peter Gerards (D, 1975–1977, –W, 9D)
- Peter Geerdink (M, 1976–1977, 2W, 0D)
- Bert van Geffen (D, 1977–1982, 89W, 0D)
- Jan Groeneweg (M, 1983–1984, 4W, 0D)
- Gert Peter de Gunst (M, 1984–1988, 1W, 0D)
- René Grotenhuis (D, 1987–1995, 12W, 0D)
- Marco de Grip (A, 1991–1992, 3W, 0D)
- Jeroen Gerritsen (D, 1991–1993, 22W, 0D)
- Jan Gerver (M, 1998–1999, 13W, 1D)
- Koen Garritsen (M, 2007–2008, 8W, 0D)
- Esteban Giglio (V, 2008–2009, 13W, 0D)
- Eltjo Gnodde (A, 2008–2009, 8W, 0D)
- Radek Görner (M, 2008–2009, 16W, 0D)
- Roel de Graaff (A, 2008–2009, 16W, 1D)
- Thiago Roberto Grizolli (V, 2008–2009, 12W, 2D)
- Javier Guarino (A, 2008–2009, 24W, 5D)
- Martín Guarino (V, 2009–2011, 12W, 0D)
- Giovanni Gravenbeek (V, 2012–2014, 45W, 1D)
- Denis Genreau (M, 2018–2019, 12W, 0D)
- Reza Ghoochannejhad (A, 2019–2021, 36W, 13D)
- Tristan van Gilst (A, 2021–2023, 1W, 0D)
- Dean Guezen (M, 2022–2023, 2W, 0D)
- Håkon Gangstad (V, 2022–2023, 1W, 0D)
- Luis Görlich (V, 2022–2024, 19W, 4D)
- Teun Gijselhart (M, 2023–2025, 3W, 0D)
- Tristan Gooijer (V, 2024–2025, 1W, 0D)
- Anselmo García Mac Nulty
- Simon Graves
- Tom de Graaff

## H
- Hassing (–, 19??–19??, –W, –D)
- Bert van Heerinkhuizen (–, 19??–19??, –W, –D)
- Peter Hamming (–, 19??–19??, –W, –D)
- Hennie Hendriks (A, 19??–19??, –W, –D)
- Johan Heilhof (–, 1930–1934, –W, –D)
- Lulof Heetjans (A, 1931–1937, –W, –D)
- Piet van Heerde (–, 1941–1943, –W, –D)
- Henk van der Haar (–, 1949–1952, –W, –D)
- Horst jr. (–, 1950–1951, –W, –D)
- Jan Horst (A, 1950–1958, –W, –D)
- Henk Hammers (D, 1958–1959, –W, –D)
- Jos van der Haar (–, 1964–1967, –W, –D)
- Puck van der Horst (V, 1965–1976, –W, 28D)
- Wim van der Heide (A, 1965–1967, –W, 13D)
- Martin Haar (M, 1968–1969, –W, 1D)
- Herman Heskamp (A, 1969–1975, –W, –D)
- Jan Hoogendoorn (A, 1971–1974, –W, 42D)
- Jan Hendriksen (M, 1973–1983, 137W, 6D)
- Ben Hendriks (V, 1975–1980, 52W, 6D)
- Ype Hamming (M, 1975–1982, 158W, 11D)
- Ronald Hendriks (A, 1976–1977, 34W, 11D)
- Evert Hooijer (M, 1976–1977, –W, 1D)
- Koko Hoekstra (A, 1976–1981, 95W, 20D)
- Mel Holden (A, 1978–1979, 10W, 1D)
- Peter van der Hengst (A, 1979–1987, 170W, 50D)
- John Holshuijsen (M, 1981–1982, 18W, 2D)
- Harry van den Ham (A, 1984–1985, 15W, 1D)
- Johan Hansma (V, 1988–1994, 169W, 5D)
- Eelke van der Heide (M, 1991–1992, 18W, 2D)
- Max Huiberts (A, 1990–1991, 20W, 3D)
- Stef Hendriks (V, 1992–1993, 15W, 0D)
- Marcel Heslinga (M, 1993–1994, 9W, 0D)
- Albert van der Haar (V, 1994–2011, 455W, 38D)
- Nick Hoekstra (M, 2001–2002, 5W, 0D)
- Ǵorǵi Hristov (A, 2003–2004, 13W, 4D)
- Hermen Hogenkamp (M, 2003–2006, 38W, 0D)
- Jos Hooiveld (V, 2004–2006, 45W, 3D)
- Dave Huymans (M, 2008–2009, 31W, 8D)
- Ruud ter Heide (A, 2011–2012, 12W, 2D)
- Giovanni Hiwat (A, 2011–2014, 25W, 2D)
- Warner Hahn (D, 2014–2015, 30W, 0D)
- Danny Holla (M, 2008–2017, 53W, 11D)
- Gustavo Hebling (M, 2015–2017, 11W, 0D)
- Mickey van der Hart (D, 2015–2019, 91W, 0D)
- Gustavo Hamer (M, 2018–2020, 50W, 4D)
- Bart van Hintum (V, 2011–2023, 193W, 12D)
- Dean Huiberts (M, 2019–2024, 98W, 7D)
- Mike Hauptmeijer (D, 2016–2025, 12W, 0D)
- Damian van der Haar

## I
- Rinus Israël (V, 1975–1982, 160W, 16D)
- Lucian Ilie (A, 1995–1997, 64W, 11D)
- Nikolaos Ioannidis (A, 2014–2015, 4W, 0D)
- Erik Israelsson (M, 2016–2019, 19W, 1D)

## J
- K. Jansen (–, 19??–19??, –W, –D)
- Hendrik Jan Jansen (–, 1924–1927, –W, –D)
- Dries Jans (A, 1945–1960, –W, –D)
- Adri Jansen (V, 1961–1965, –W, 1D)
- Ron Jans (A, 1976–1982, 157W, 44D)
- Martijn Jansen (A, 2001–2004, 4W, 0D)
- Tim Janssen (A, 2004–2005, 11W, 7D)
- Arco Jochemsen (M, 2004–2006, 55W, 3D)
- Anco Jansen (M, 2005–2008, 40W, 2D)
- Stefan Jansen (A, 2005–2007, 44W, 4D)
- Anton Jongsma (A, 2006–2008, 75W, 26D)
- Gillian Justiana (V, 2009–2011, 39W, 0D)
- Rudy Jansen (V, 2010–2011, 1W, 0D)
- Boy de Jong (D, 2014–2016, 2W, 0D)
- Dennis Johnsen (A, 2019–2020, 25W, 2D)

## K
- F. Kuijer (–, 19??–19??, –W, –D)
- Frits Kruger (–, 19??–19??, –W, –D)
- C. Kieft (–, 19??–19??, –W, –D)
- Johan Keizer (–, 19??–19??, –W, –D)
- Joop Knol (–, 19??–19??, –W, –D)
- Egbert Kragt (D, 19??–19??, –W, –D)
- Jo Kaaks (–, 1922–1927, –W, –D)
- Wim Kaaks (–, 1922–1923, –W, –D)
- Korpershoek (–, 1919–1920, –W, –D)
- Harry Kliphuis (–, 1933–1941, –W, –D)
- Tom Knuppel (–, 1928–1932, –W, –D)
- Jan Kuijer (–, 1931–1941, –W, –D)
- Kaiser (–, 1933–1934, –W, –D)
- Roelof Koekkoek (–, 1933–1934, –W, –D)
- Herman Koopman (–, 1934–1935, –W, –D)
- Wim Kieft (–, 1942–1947, –W, –D)
- Gerrit Kerkhof (D, 1963–19??, –W, –D)
- Jan Kroes (M, 19??–1971, –W, –D)
- Harry Kornelis (V, 1953–1959, –W, –D)
- Leo Koopman (A, 1955–1964, –W, 124D)
- Jan Koops (V, 1959–1967, –W, 29D)
- Jan Kers (V, 1962–1963, –W, 0D)
- Hennie van der Kreeft (V, 1962–19??, –W, –D)
- Cees Kick (A, 1966–1970, –W, 19D)
- Theo Kok (A, 1961–1971, –W, 18D)
- Leo Kuhnen (V, 1967–1968, –W, 4D)
- Lody Kragt (A, 1968–1978, 152W, 39D)
- Bas Koekoek (A, 1975–1976, 2W, 0D)
- Gerrit van der Kolk (–, 1974–1975, –W, 0D)
- Gerd Kasperski (A, 1977–1978, 8W, 2D)
- Cees Kornelis (V, 1977–1979, 12W, 2D)
- Alex Kamstra (V, 1981–1988, 138W, 12D)
- Cees van Kooten (A, 1982–1985, 49W, 10D)
- Bert Konterman (V, 1989–1993, 121W, 7D)
- Martin Koorn (V, 1990–1991, 20W, 0D)
- René Klein Horsman (V, 1991–1992, 12W, 0D)
- Ben Kouwen (M, 1991–1992, 2W, 0D)
- Wibo Koggel (V, 1991–1994, 68W, 0D)
- Marco Koorman (M, 1993–1995, 47W, 6D)
- Elroy Kromheer (V, 1996–1998, 53W, 5D)
- Werner Kooistra (D, 1997–1998, 2W, 0D)
- Alfred Knippenberg (M, 1995–1997, 37W, 1D)
- Nick Kok (V, 1999–2001, 18W, 0D)
- Morten Karlsen (M, 2002–2004, 53W, 1D)
- Tjeerd Korf (A, 2002–2007, 126W, 19D)
- Ruud Kras (V, 2002–2010, 54W, 3D)
- Santi Kolk (A, 2004–2005, 29W, 18D)
- Marcel Kleizen (A, 2005–2009, 43W, 10D)
- Harmen Kuperus (D, 2007–2008, 0W, 0D)
- Nick Kuipers (V, 2008–2009, 15W, 0D)
- Zdenko Kaprálik (V, 2008–2010, 44W, 0D)
- Cees Keizer (M, 2008–2010, 43W, 0D)
- Dolf Kerklaan (D, 2008–2010, 4W, 0D)
- Pepijn Kluin (A, 2010–2011, 10W, 1D)
- Jeroen Ketting (A, 2011–2012, 2W, 1D)
- Mateusz Klich (M, 2013–2014, 43W, 5D)
- Athanasios Karagounis (A, 2014–2018, 29W, 2D)
- Josef Kvída (V, 2015–2018, 2W, 0D)
- Dico Koppers (V, 2017–2019, 2W, 0D)
- Steff Kaptein (A, 2018–2020, 1W, 0D)
- Jarni Koorman (M, 2019–2020, 3W, 0D)
- Sam Kersten (V, 2019–2024, 114W, 0D)
- Ryan Koolwijk (M, 2021–2022, 10W, 0D)
- Gervane Kastaneer (A, 2021–2023, 57W, 3D)
- Jimmy Kaparos (M, 2022–2023, 6W, 0D)
- Filip Krastev (M, 2023–2025, 46W, 8D)
- Koen Kostons

## L
- C. Luijt (–, 19??–19??, –W, –D)
- Liebrecht (–, 1911–1912, –W, –D)
- Jopie Langenkamp (–, 1916–1919, –W, –D)
- Marinus Libregt (–, 1919–1924, –W, –D)
- Jo Louwen (–, 1922–1923, –W, –D)
- Herman Lutgerink (–, 1924–1926, –W, –D)
- Henk Lichtenberg (–, 1939–1940, –W, –D)
- Nico Laan (–, 1951–1952, –W, –D)
- Van der Linden (M, 1959–1960, –W, –D)
- Harrie Lammers (M, 1967–1969, –W, –D)
- Ab Langevoort (V, 1967–1969, –W, 0D)
- Jan Lieftink (D, 1969–1974, 13W, 0D)
- Henk Liotart (M, 1970–1972, 83W, 20D)
- Joop Leidekker (A, 1974–1976, 40W, 6D)
- Slobodan Lukac (V, 1974–1976, 8W, 0D)
- Tjeerd van 't Land (M, 1975–1981, 81W, 12D)
- Fred Leusink (V, 1984–1989, 70W, 4D)
- Erwin Lichtenberg (M, 1984–1985, 3W, 0D)
- Jan Lecker (V, 1988–1989, 5W, 1D)
- Huub Loeffen (A, 1990–1991, 9W, 1D)
- Arjan Louwen (M, 1992–1994, 25W, 0D)
- Henk Loonstra (M, 1992–1994, 21W, 2D)
- Henry Louwdijk (D, 1998–2003, 7W, 0D)
- Dominggus Lim-Duan (M, 2000–2011, 168W, 26D)
- Eric-Jan Lijzen (V, 2000–2003, 7W, 0D)
- Leonardo (M, 2007–2008, 1W, 0D)
- Cecilio Lopes (A, 2009–2010, 27W, 8D)
- Darryl Lachman (V, 2011–2020, 140W, 3D)
- Jody Lukoki (A, 2014–2015, 31W, 2D)
- Leroy Labylle (V, 2013–2015, 7W, 0D)
- Boban Lazić (A, 2015–2016, 5W, 0D)
- Sander van Looy (V, 2015–2018, 1W, 0D)
- Ruben Ligeon (V, 2018–2019, 5W, 0D)
- Clint Leemans (M, 2018–2021, 42W, 5D)
- Kostas Lamprou (D, 2021–2022, 36W, 0D)
- Chardi Landu (A, 2021–2023, 24W, 2D)
- Thomas Lam (V, 2014–2024, 169W, 17D)
- Thierry Lutonda (V, 2024–2025, 12W, 0D)
- Samir Lagsir

## M
- Altamont McKenzie (A, 1976–1977, –W, –D)
- Willem Mensink (–, 19??–19??, –W, –D)
- Cees Marselis (–, 1920–1925, –W, –D)
- Jan Manni (M, 1926–1937, –W, –D)
- Cor Manni (M, 1933–1934, –W, –D)
- Gé Maalstee (–, 1934–1948, –W, –D)
- Cornelis Mulder (A, 1938–1952, –W, –D)
- Ludwig Mans (V, 1957–1962, –W, 2D)
- Dries Mul (A, 1965–1966, –W, –D)
- Ton Martens (A, 1968–1969, –W, –D)
- Wim Mensink (M, 1971–1974, 17W, 2D)
- Bob Meijer (M, 1974–1976, 3W, 0D)
- Gerard van Moorst (V, 1977–1985, 146W, 7D)
- Jan Mulder (A, 1983–1985, 29W, 2D)
- Jürgen Müller (M, 1984–1985, 26W, 0D)
- Tony McNulty (A, 1985–1987, 60W, 13D)
- Bert de Meijer (M, 1987–1989, 47W, 2D)
- Henry Meijerman (M, 1989–1990, 27W, 3D)
- Jan Michels (V, 1990–1992, 34W, 3D)
- Robert Maaskant (V, 1992–1995, 75W, 3D)
- Tjiel de Munck Mortier (M, 1994–1995, 3W, 0D)
- Björn Meeuwsse (V, 1995–1996, 23W, 0D)
- Duncan van Moll (M, 1998–2007, 40W, 3D)
- Niklas Moisander (V, 2006–2008, 71W, 5D)
- Nassir Maachi (A, 2010–2012, 42W, 18D)
- Norair Mamedov (A, 2011–2012, 24W, 5D)
- Youness Mokhtar (A, 2012–2018, 102W, 25D)
- Kamohelo Mokotjo (M, 2013–2014, 26W, 2D)
- Denis Mahmudov (A, 2013–2015, 7W, 1D)
- Soufian Moro (A, 2014–2015, 9W, 1D)
- Queensy Menig (A, 2015–2018, 70W, 13D)
- Hachim Mastour (M, 2016–2017, 6W, 0D)
- Wouter Marinus (M, 2014–2018, 63W, 6D)
- Dirk Marcellis (V, 2015–2018, 97W, 5D)
- Xavier Mous (D, 2019–2021, 29W, 0D)
- Virgil Misidjan (A, 2020–2021, 15W, 4D)
- Elikia Mbinga (A, 2021–2023, 6W, 0D)
- Haris Međunjanin (M, 2022–2023, 27W, 7D)
- Tomislav Mrkonjić (M, 2022–2023, 11W, 3D)
- Braydon Manu
- Dylan Mbayo
- Jamiro Monteiro

## N
- J. Nossent (D, 19??–19??, –W, –D)
- Nekkers (–, 1910–1911, –W, –D)
- Jan Nijland (–, 1941–1943, –W, –D)
- Bennie Nijboer (M, 1951–1961, –W, –D)
- Rinus Nijhoving (A, 1959–1961, –W, –D)
- Hennie van Nee (A, 1962–1963, –W, 16D)
- Henk Nijland (D, 1962–1969, –W, –D)
- Bob Nieuwenhout (D, 1976–1979, 1W, 0D)
- Erik Nijboer (M, 1982–1985, 10W, 0D)
- René Notten (M, 1984–1985, 7W, 0D)
- Robert Nieuwenhuis (M, 1991–1992, 7W, 0D)
- Gérard van der Nooij (A, 1991–1992, 31W, 10D)
- Jussi Nuorela (V, 1996–1999, 49W, 1D)
- Furdjel Narsingh (A, 2011–2014, 40W, 7D)
- Norichio Nieveld (V, 2012–2013, 4W, 0D)
- Stefan Nijland (A, 2013–2018, 119W, 23D)
- Tomáš Necid (A, 2014–2015, 24W, 11D)
- Yuta Nakayama (V, 2018–2021, 84W, 6D)
- Younes Namli (M, 2024–2025, 121W, 19D)

## O
- Menno Oomen (–, 1911–1912, –W, –D)
- Wim Overmars (A, 1947–1952, –W, –D)
- Michel van Oostrum (A, 1987–1989, 45W, 15D)
- Danny den Ouden (M, 1997–1999, 44W, 1D)
- Súni Olsen (M, 2001–2002, 22W, 3D)
- Rahim Ouédraogo (M, 2001–2002, 14W, 1D)
- Charlie van den Ouweland (M, 2005–2006, 13W, 1D)
- André Ossemer (A, 2006–2007, 11W, 2D)
- Petri Oravainen (A, 2006–2008, 24W, 4D)
- René Oosterhof (D, 2009–2010, 2W, 0D)
- Frank Olijve (M, 2010–2013, 52W, 1D)
- Hervin Ongenda (A, 2016–2018, 3W, 0D)
- Terell Ondaan (A, 2017–2018, 32W, 2D)
- Mohamed Oukhattou (M, 2023–2025, 2W, 0D)
- Thijs Oosting

## P
- W. Pelser (M, 19??–19??, –W, –D)
- Henk Prinsen (V, 19??–19??, –W, –D)
- H. Pinkster (–, 19??–19??, –W, –D)
- Ruud Pallandt (–, 1926–1927, –W, –D)
- Arie Planken (–, 1918–1922, –W, –D)
- Bertus Plender (–, 1925–1926, –W, –D)
- Jo Poulussen (–, 1924–1928, –W, –D)
- Huub Pallandt (A, 1926–1937, –W, 103D)
- Riny Peters (M, 1957–1958, –W, –D)
- Bas Paauwe jr. (M, 1964–19??, –W, –D)
- Henk Post (D, 1969–1974, 140W, 0D)
- Bjarne Petersen (M, 1976–1977, –W, –D)
- Henry Pelleboer (V, 1981–1988, 69W, 8D)
- Fred Patrick (M, 1987–1989, 50W, 3D)
- Edwin Post (A, 1987–1988, 7W, 2D)
- Guido Pen (V, 1990–1991, 31W, 1D)
- Richard Plug (V, 1994–1995, 32W, 4D)
- Milco Pieren (M, 1999–2001, 15W, 1D)
- Marino Promes (A, 2002–2004, 49W, 7D)
- Marco Parnela (V, 2003–2004, 8W, 0D)
- Frank van der Plaats (A, 2004–2005, 1W, 0D)
- Johan Plat (A, 2008–2009, 18W, 2D)
- Robert Plat (A, 2008–2009, 1W, 0D)
- Joran Pot (V, 2010–2012, 43W, 0D)
- Wiljan Pluim (A, 2012–2013, 34W, 1D)
- Steven Fernandes Pereira (V, 2013–2015, 3W, 0D)
- Ted van de Pavert (V, 2016–2018, 26W, 2D)
- Piotr Parzyszek (A, 2017–2018, 25W, 6D)
- Immanuel Pherai (M, 2020–2021, 27W, 2D)
- Mark Pabai (V, 2021–2022, 10W, 0D)
- Kenneth Paal (V, 2018–2022, 106W, 3D)
- Bram van Polen (V, 2007–2024, 512W, 38D)
- Jadiel Pereira da Gama

## R
- Syp de Rooij (A, 1937–1938, –W, 3D)
- Jan de Roos (–, 1942–1943, –W, –D)
- Jan Reiziger (A, 1947–1952, –W, –D)
- Hans van Rotterdam (D, 1954–1964, –W, –D)
- Jan van Rooijen (A, 1962–1969, –W, –D)
- Jan Rorije (A, 1969–1975, 204W, 29D)
- Wim Rijsbergen (V, 1970–1971, 26W, 0D)
- Jan van Renswouw (A, 1974–1975, –W, 1D)
- Jesper Rasmussen (M, 1978–1980, 50W, 5D)
- Ad Raven (D, 1979–1987, 104W, 0D)
- Chris Riemens (A, 1980–1984, 107W, 9D)
- Rini van Roon (A, 1982–1984, 55W, 30D)
- Johnny Rep (A, 1983–1984, 32W, 5D)
- Ed Roos (A, 1988–1991, 28W, 8D)
- Richard Roelofsen (A, 1988–2003, 164W, 51D)
- Jan van Raalte (M, 1989–1993, 130W, 5D)
- Marco Roelofsen (M, 1990–2004, 245W, 33D)
- Sander Roege (M, 1991–1994, 36W, 2D)
- Lody Roembiak (M, 1992–1993, 9W, 0D)
- Milles Reingoud (M, 1994–1997, 62W, 8D)
- Björn Raven (V, 1995–1997, 22W, 0D)
- Sami Ristilä (M, 1996–1999, 79W, 17D)
- David Rasmussen (M, 1997–1998, 8W, 0D)
- Martin Reijnders (A, 1998–2008, 186W, 31D)
- André de Ridder (M, 1999–2004, 127W, 3D)
- Robert-Jan Ravensbergen (V, 2002–2005, 75W, 0D)
- Paulus Roiha (A, 2003–2004, 11W, 0D)
- Jelle ten Rouwelaar (D, 2004–2005, 36W, 0D)
- Ivo Rossen (V, 2005–2007, 42W, 0D)
- Erik Rotman (V, 2007–2008, 7W, 0D)
- Sander Rozema (M, 2007–2008, 0W, 0D)
- Eldridge Rojer (A, 2009–2010, 37W, 12D)
- Ronnie Reniers (A, 2012–2014, 12W, 2D)
- Ben Rienstra (M, 2014–2015, 35W, 6D)
- Boris Rasevic (A, 2013–2016, 3W, 0D)
- Tijjani Reijnders (M, 2017–2018, 1W, 0D)
- Etiënne Reijnen (V, 2005–2020, 160W, 9D)
- Daishawn Redan (, 2021–2022, 28W, 6D)
- Kaj de Rooij (A, 2023–2024, 5W, 0D)
- Eliano Reijnders
- Gabriël Reiziger

## S
- Stephan (–, 19??–19??, –W, –D)
- Scholte (M, 19??–19??, –W, –D)
- Henk Schuman (M, 19??–19??, –W, –D)
- George Spijkerman (–, 19??–19??, –W, –D)
- Herman Sterken (A, 19??–19??, –W, –D)
- Jo Schellekens (–, 1926–1927, –W, –D)
- Sluizeman (–, 1917–1918, –W, –D)
- Jannes Schotman (–, 1939–1940, –W, –D)
- Tinus Selhorst (–, 1939–1942, –W, –D)
- Tames Slecht (–, 1943–1951, –W, –D)
- Dick Scholder (–, 1946–1950, –W, –D)
- Joop Schuman (A, 1949–1956, –W, 114D)
- Dorus Schotman (M, 1949–1958, –W, –D)
- Scheemans (–, 1950–1951, –W, –D)
- Freek Spanhaak (M, 1957–1958, –W, –D)
- Homme Siebenga (V, 1958–1962, –W, –D)
- Wannie Sterken (M, 1961–1964, –W, 19D)
- Gerrit Schuurman (V, 1965–1967, –W, –D)
- Bart Severijnse (V, 1966–1969, –W, –D)
- Ben Spanhaak (M, 1966–1976, -W, 5D)
- Henk Schakelaar (D, 1967–1968, –W, –D)
- Hennie Spijkerman (D, 1968–1969, 12W, 0D)
- Jo Sip (D, 1968–1969, 8W, 0D)
- Ben Sneijder (M, 1968–1969, 9W, 0D)
- Fons Stoffels (A, 1969–1974, 128W, 20D)
- Freek Schutten (M, 1969–1977, 124W, 25D)
- Ben Schubert (V, 1971–1976, 161W, 5D)
- Cees van Slooten (A, 1975–1977, 43W, 18D)
- Niels Sørensen (M, 1976–1977, 12W, 2D)
- Joop Snippe (V, 1977–1978, 1W, 0D)
- Carry Steinvoort (V, 1977–1981, 83W, 12D)
- John Scheve (V, 1982–1983, 28W, 1D)
- Piet Schrijvers (D, 1983–1985, 62W, 0D)
- Peter Schaller (A, 1984–1985, 3W, 1D)
- Eddy Smook (M, 1990–1991, 17W, 1D)
- Jaap Stam (V, 1992–1993, 32W, 1D)
- Leo Schellevis (A, 1993–1995, 46W, 3D)
- Harry Sinkgraven (V, 1994–2001, 208W, 4D)
- Arie Smit (A, 1994–1996, 54W, 6D)
- Arne Slot (M, 1995–2013, 266W, 73D)
- Henk van Steeg (M, 1999–2003, 115W, 14D)
- Remco Schol (V, 1999–2006, 167W, 6D)
- Maarten Schops (M, 2002–2003, 19W, 1D)
- Remco Snippe (V, 2003–2005, 3W, 0D)
- Erik Stolte (A, 2004–2006, 1W, 0D)
- Silvino Soares (A, 2006–2007, 34W, 11D)
- Rob van der Sluijs (V, 2006–2009, 36W, 0D)
- Danny Schreurs (A, 2009–2011, 62W, 25D)
- Trent Sainsbury (V, 2014–2016, 34W, 1D)
- Bart Schenkeveld (V, 2015–2017, 34W, 1D)
- Philippe Sandler (V, 2016–2018, 33W, 1D)
- Gianluca Scamacca (A, 2018–2019, 9W, 0D)
- Mustafa Saymak (M, 2011–2022, 233W, 36D)
- Rico Strieder (M, 2019–2022, 56W, 0D)
- Nico Serrano (A, 2023–2024, 11W, 0D)
- Jasper Schendelaar

## T
- Tabe Tietema (–, 1923–1925, –W, –D)
- Henny Thijssen (–, 1922–1923, –W, –D)
- Hendrik Jan Tuin (–, 1925–1926, –W, –D)
- Frans Tausch (M, 1934–1943, –W, –D)
- Jan Tielbaard (M, 1951–1962, –W, –D)
- B. Theunissen (M, 1962–19??, –W, –D)
- Johan Tukker (D, 1977–1978, 20W, 0D)
- Henk Timmer (D, 1989–2000, 285W, 0D)
- Edwin Timmerman (M, 1990–1993, 50W, 7D)
- André van Tuinen (V, 1996–1998, 39W, 6D)
- Ignacio Tuhuteru (A, 1998–2000, 54W, 22D)
- Jasar Takak (A, 2003–2004, 34W, 8D)
- Stefan Teelen (V, 2004–2006, 40W, 0D)
- Tozé (A, 2007–2008, 33W, 15D)
- Gieljan Tissingh (V, 2009–2012, 11W, 0D)
- Ricardo Talu (M, 2012–2013, 1W, 0D)
- Dario Tanda (M, 2015–2016, 3W, 0D)
- Sander Thomas (M, 2015–2016, 3W, 0D)
- Alessandro Tripaldelli (V, 2018–2019, 2W, 0D)
- Slobodan Tedić (A, 2020–2022, 41W, 3D)
- Younes Taha (M, 2022–2023, 33W, 14D)
- Jordy Tutuarima (V, 2022–2023, 20W, 1D)
- Ryan Thomas (M, 2013–2024, 169W, 12D)
- Lennart Thy (A, 2019–2024, 133W, 53D)

## V
- Piet Vogelzang (–, 19??–19??, –W, –D)
- Jan Vos (V, 19??–19??, –W, –D)
- Koos Veterman (–, 1922–1924, –W, –D)
- A. van 't Veen (–, 1926–1927, –W, –D)
- Huug Visser (–, 1929–1930, –W, –D)
- Wim Velthuizen (–, 1930–1931, –W, –D)
- Geert Vogelzang (–, 1933–1936, –W, –D)
- Harry van der Vegte (D, 1936–1951, –W, –D)
- Wim van der Vegt (–, 1939–1950, –W, –D)
- Bennie Veterman (–, 1940–1941, –W, –D)
- Gerrit Voges (A, 1947–1963, –W, –D)
- Louis Voges (–, 1950–1952, –W, –D)
- Bennie van der Vegt (V, 1958–1959, –W, –D)
- Aad Verschoof (A, 1966–1967, 7W, 1D)
- Anton Vučkov (A, 1967–1968, –W, 12D)
- Jan de Vries (V, 1969–1972, 28W, 0D)
- Jan Verheijen (A, 1973–1976, 55W, 18D)
- Jan Veenstra (V, 1974–1976, 63W, 3D)
- Gerrit Visscher (M, 1980–1987, 98W, 5D)
- Frank Veldwijk (V, 1983–1990, 103W, 1D)
- Wim Volkerink (V, 1984–1987, 4W, 0D)
- Henny Verschoor (A, 1986–1988, 42W, 5D)
- Raymond de Vries (A, 1990–1991, 8W, 0D)
- Marcel Valk (V, 1991–1992, 4W, 0D)
- Henri van der Vegt (M, 1991–1995, 123W, 23D)
- Erik ten Voorde (M, 1993–1994, 5W, 1D)
- Herman Verrips (V, 1993–1995, 56W, 0D)
- Jan Wicher Vellinga (V, 1995–2000, 12W, 0D)
- Xander van der Veeke (M, 1997–1998, 10W, 0D)
- Arsenio Valpoort (A, 2012–2013, 9W, 2D)
- Lars Veldwijk (A, 2015–2016, 36W, 14D)
- Calvin Verdonk (V, 2016–2017, 17W, 0D)
- Siemen Voet (V, 2021–2022, 19W, 1D)
- Apostolos Vellios (A, 2022–2024, 61W, 15D)
- Dylan Vente (A, 2024–2025, 31W, 14D)
- Odysseus Velanas

## W
- J. H. Webbink (D, 19??–19??, –W, –D)
- Rudie Westerhof (A, 19??–19??, –W, –D)
- Mike Willems (–, 19??–19??, –W, –D)
- Wolff (–, 1910–1911, –W, –D)
- Koeke Westerhuis (–, 1937–1943, –W, –D)
- Jan Westerbeek (A, 1948–1962, –W, –D)
- Eef Wink (–, 1956–1957, –W, –D)
- Peter Westenbrink (A, 1956–1958, –W, –D)
- Gerrit van der Weerthof (V, 1956–1959, –W, 18D)
- Piet Woordes (–, 1957–1958, –W, –D)
- Dirk van der Wetering (A, 1957–1961, –W, 19D)
- Weustink (M, 1966–19??, –W, –D)
- Henk Warnas (V, 1976–1978, 72W, 2D)
- John van den Wildenberg (V, 1979–1982, 22W, 2D)
- Wim Walstra (A, 1982–1983, 9W, 0D)
- Jan Weggelaar (V, 1982–1987, 78W, 3D)
- Ron Willems (A, 1983–1985, 43W, 7D)
- Koos Waslander (A, 1984–1985, 26W, 2D)
- Martin Wiggemansen (A, 1984–1986, 46W, 16D)
- Dean Wilkins (M, 1984–1987, 44W, 3D)
- Peter van der Waart (A, 1987–1989, 55W, 21D)
- Michel Westerbeek (M, 1990–1991, 14W, 1D)
- Peter de Waal (V, 1996–1997, 17W, 0D)
- Robert Wijnands (V, 1996–2003, 162W, 7D)
- Johan van der Werff (D, 2000–2004, 130W, 0D)
- Dennis van der Wal (V, 2004–2011, 113W, 2D)
- Yanic Wildschut (A, 2010–2011, 33W, 3D)
- Leon ter Wielen (D, 2010–2014, 20W, 0D)
- Danny Wintjens (D, 2012–2013, 5W, 0D)
- Django Warmerdam (V, 2016–2017, 29W, 4D)
- Bas van Wijnen (M, 2016–2019, 1W, 0D)
- Shaquile Woudstra (V, 2017–2019, 5W, 0D)
- Maikel van der Werff (V, 2012–2022, 73W, 5D)
- Sai van Wermeskerken (V, 2019–2022, 51W, 0D)
- Jarno Westerman (A, 2019–2022, 5W, 0D)
- Mees de Wit (V, 2021–2022, 31W, 4D)
- Max de Waal (A, 2021–2022, 7W, 0D)
- Silvester van der Water (A, 2023–2024, 12W, 1D)

## X
- Yuxin Xie (M, 1986–1987, –W, –D)

## Y
- René IJzerman (V, 1972–1985, 291W, 10D)
- Mustafa Yücedağ (M, 1986–1988, 50W, 10D)
- Albert Yobo (V, 2003–2004, 21W, 0D)
- Tom IJzerman (A, 2004–2007, 19W, 1D)

## Z
- Harry Zilverberg (–, 1925–1930, –W, –D)
- Henk Zoomers (V, 1939–1952, –W, –D)
- Sieme Zijm (V, 1997–1999, 42W, 4D)
- Bouwe Zonnenberg (V, 2000–2001, 1W, 0D)
- Bert Zuurman (A, 2001–2005, 82W, 11D)
- Wesley Zandstra (V, 2005–2007, 57W, 3D)
- Jordy Zuidam (M, 2005–2008, 80W, 11D)
- Michael Zetterer (D, 2019–2021, 34W, 0D)
- Sven Zitman (M, 2022–2023, 11W, 1D)

## Statistieken
| Nationaliteiten    | Nationaliteiten     | Nationaliteiten    | Nationaliteiten | Nationaliteiten   | Nationaliteiten  | Nationaliteiten  | Nationaliteiten                  | Nationaliteiten   | Nationaliteiten     | Nationaliteiten  | Nationaliteiten      | Nationaliteiten   | Nationaliteiten  | Nationaliteiten    | Nationaliteiten                | Nationaliteiten   | Nationaliteiten           | Nationaliteiten    | Nationaliteiten   | Nationaliteiten  | Nationaliteiten    | Nationaliteiten | Nationaliteiten | Nationaliteiten | Nationaliteiten          | Nationaliteiten    | Nationaliteiten | Nationaliteiten | Nationaliteiten | Nationaliteiten   | Nationaliteiten       | Nationaliteiten | Nationaliteiten | Nationaliteiten         | Nationaliteiten  | Nationaliteiten    | Nationaliteiten    | Nationaliteiten | Nationaliteiten  | Nationaliteiten     | Nationaliteiten | Nationaliteiten  | Nationaliteiten  | Nationaliteiten        | Nationaliteiten  | Nationaliteiten   | Nationaliteiten    | Nationaliteiten    | Nationaliteiten | Nationaliteiten  | Nationaliteiten      | Nationaliteiten |            |
| Vlag van Nederland | Vlag van Denemarken | Vlag van Duitsland | Vlag van België | Vlag van Brazilië | Vlag van Finland | Vlag van Marokko | Vlag van Joegoslavië (1943-1992) | Vlag van Suriname | Vlag van Argentinië | Vlag van Curaçao | Vlag van Griekenland | Vlag van Portugal | Vlag van Uruguay | Vlag van Australië | Vlag van Bosnië en Herzegovina | Vlag van Tsjechië | Vlag van Verenigde Staten | Vlag van Bulgarije | Vlag van Engeland | Vlag van Ierland | Vlag van Frankrijk | Vlag van Ghana  | Vlag van Italië | Vlag van Japan  | Vlag van Noord-Macedonië | Vlag van Noorwegen | Vlag van Polen  | Vlag van Servië | Vlag van Zweden | Vlag van Algerije | Vlag van Burkina Faso | Vlag van Canada | Vlag van China  | Vlag van Congo-Kinshasa | Vlag van Faeröer | Vlag van Hongarije | Vlag van Indonesië | Vlag van Iran   | Vlag van Jamaica | Vlag van Kaapverdië | Vlag van Kosovo | Vlag van Kroatië | Vlag van Liberia | Vlag van Nieuw-Zeeland | Vlag van Nigeria | Vlag van Roemenië | Vlag van Schotland | Vlag van Slowakije | Vlag van Spanje | Vlag van Turkije | Vlag van Zuid-Afrika | Totaal          | Percentage |
| ------------------ | ------------------- | ------------------ | --------------- | ----------------- | ---------------- | ---------------- | -------------------------------- | ----------------- | ------------------- | ---------------- | -------------------- | ----------------- | ---------------- | ------------------ | ------------------------------ | ----------------- | ------------------------- | ------------------ | ----------------- | ---------------- | ------------------ | --------------- | --------------- | --------------- | ------------------------ | ------------------ | --------------- | --------------- | --------------- | ----------------- | --------------------- | --------------- | --------------- | ----------------------- | ---------------- | ------------------ | ------------------ | --------------- | ---------------- | ------------------- | --------------- | ---------------- | ---------------- | ---------------------- | ---------------- | ----------------- | ------------------ | ------------------ | --------------- | ---------------- | -------------------- | --------------- | ---------- |
| 614                | 9                   | 9                  | 8               | 7                 | 7                | 5                | 5                                | 5                 | 4                   | 4                | 4                    | 4                 | 4                | 3                  | 3                              | 3                 | 3                         | 2                  | 2                 | 2                | 2                  | 2               | 2               | 2               | 2                        | 2                  | 2               | 2               | 2               | 1                 | 1                     | 1               | 1               | 1                       | 1                | 1                  | 1                  | 1               | 1                | 1                   | 1               | 1                | 1                | 1                      | 1                | 1                 | 1                  | 1                  | 1               | 1                | 1                    | 741             | 82,86%     |